# Ceropegia metziana
Ceropegia metziana ist eine Pflanzenart aus der Unterfamilie der Seidenpflanzengewächse (Asclepiadoideae). 

## Merkmale

### Vegetative Merkmale
Ceropegia metziana ist eine ausdauernde, krautige Pflanze mit windenden Trieben. Die Blätter sind gestielt, die Stiele 2 bis 3 cm lang. Sie weisen eine seichte Längsfurche auf und sind an den Rändern behaart. Die häutigen Blattspreiten sind eiförmig bis länglich-eiförmig, der Apex ist spitz, oder graduell spitz zulaufend oder in ein kleines aufgesetztes Spitzchen (mucronat) ausgezogen. Die Basis ist spitz zulaufend, die Ränder sind behaart. Die Blattspreiten sind 15 cm lang und 5 cm breit. Die Oberseite ist dunkelgrün, die Unterseite blassgrün. 

### Blütenstand und Blüten
Der Blütenstand ist wenigblütig und besitzt einen 2 cm langen, behaarten oder auch glatten Stiel. Sie setzen lateral zwischen den Blattknoten an. Die Tragblätter sind klein lanzettlich und kahl. Die steifen Blütenstiele sind 2 bis 2,5 cm lang. Die linealischen Kelchblätter sind 7 mm lang. Die zwittrigen, zygomorphen Blüten sind fünfzählig und mit einer doppelten Blütenhülle versehen. Die fünf Kronblätter sind im unteren Teil zu einer außen glatten Kronröhre (Sympetalie) verwachsen. Die Blütenkrone ist insgesamt bis zu 7,5 cm lang und blass violett-purpurfarben. Der untere Teil der Kronröhre ist aufgebläht, der mittlere Teil eingeengt und der obere Teil trichterförmig erweitert und gefleckt. Die Kronblattzipfel sind dreieckig-eiförmig und 3,5 cm lang. Sie sind mit den Enden verwachsen und bilden eine käfigartige Struktur. Die Lamina sind zurückgebogen, matt pinkfarben mit purpurfarbenen Flecken. Die Nebenkrone hat einen Durchmesser von 6 mm. Die Zipfel der äußeren interstaminalen Nebenkrone sind dreieckig, mittig eingeschnitten und behaart. Die Zipfel der inneren staminalen Nebenkrone sind 2,5 mm lang und kahl. Sie neigen sich über dem Gynostegium zusammen.

### Früchte und Samen
Gewöhnlich entstehen aus einer Blüte zwei 23 bis 28 cm lange Balgfrüchte. Sie sind geschnäbelt und drehrund bei einem Durchmesser von 5 mm. Die länglichen Samen messen 10 × 3 mm. Sie besitzen einen 15 mm langen Haarschopf.

## Geographische Verbreitung und Ökologie
Die Art kommt nur im südlichen Teil der Westghats in den südindischen Bundesstaaten Karnataka (Madikeri, Kodagu-Distrikt, Typenfundort), Kerala (Distrikte Idukki, Kannur, Kollam, Palakkad, Pathanamthitta, Thrissur und Wayanad) und in Tamil Nadu (Distrikte Coimbatore und Nilgiris) in immergrünen, tropischen Wäldern vor. In Tamil Nadu wächst sie zwischen 1200 und 2000 m über Meereshöhe. Sie ist dort aber selten. Die Art blüht am Naturstandort im September, die Früchte erscheinen im November.

## Systematik und Taxonomie
Ceropegia metziana wurde von Friedrich Anton Wilhelm Miquel 1858 erstmals wissenschaftlich beschrieben. Als Typenfundort gab er „Mercara“ (= Madikeri) in „orae Canara“ (heutiger Distrikt Kodagu) an. Herbert Hubert stellte sie in seiner Revision der Gattung Ceropegia in die Synonymie von Ceropegia oculata. Dagegen führt sowohl die „Plant List“ wie auch die „Ceropegia Checklist“ Ceropegia metziana als gültiges Taxon auf. 

## Nutzung durch den Menschen
Nach Ratheesh Narayanan et al. (2007) werden die Blätter von Ceropegia metziana vom indigenen Volk der Palankeera in den Westghats als Gemüse gegessen.

## Belege